# Cymbopogon tortilis
Cymbopogon tortilis là một loài thực vật có hoa trong họ Hòa thảo. Loài này được (J.Presl) A.Camus mô tả khoa học đầu tiên năm 1925.